# Thalassarche impavida
L'albatro di Campbell (Thalassarche impavida Mathews, 1912) è un mollymawk di medie dimensioni appartenente alla famiglia dei Diomedeidi. Nidifica solamente sull'Isola di Campbell e sull'adiacente isolotto di Jeanette Marie, un piccolo gruppo insulare neozelandese situato nel Pacifico meridionale. Talvolta viene considerato una sottospecie dell'albatro sopracciglio nero. Pesa 3,21 kg e misura 88 cm di lunghezza.